# Cầu Cửa Nhượng
Cầu Cửa Nhượng là một cây cầu bắc qua cửa biển tại huyện Cẩm Xuyên, tỉnh Hà Tĩnh, Việt Nam.
Cầu nằm trên tuyến đường ven biển Xuân Hội - Thạch Khê - Vũng Áng, nối liền hai xã Cẩm Nhượng và Cẩm Lĩnh thuộc huyện Cẩm Xuyên.
Cầu Cửa Nhượng có tổng chiều dài 1.368 m, được thiết kế vĩnh cửu. Cầu gồm 3 nhịp chính có kết cấu dầm hộp bê tông cốt thép dự ứng lực đúc hẫng liên tục (gồm 1 nhịp giữa dài 90 m và 2 nhịp bên mỗi nhịp dài 55 m) và 29 nhịp dầm dài 40 m, mặt cầu rộng 14 m.
Công trình được khởi công xây dựng vào ngày 28 tháng 4 năm 2010 và hoàn thành năm 2014.